# Eleonora Magaddino
Eleonora Magaddino (Trapani, 21 aprile 1975) è un'ex cestista italiana.
Play-guardia di 168 cm, ha giocato nella Serie A1 italiana con Alcamo, Reggio Emilia, Rovereto, Vicenza, Viterbo e Parma.

## Statistiche

### Presenze e punti nei club
Statistiche aggiornate al 30 giugno 2013
| Stagione        | Squadra                    | Competizione  | Partite | Partite | Partite | Statistiche tiro | Statistiche tiro | Statistiche tiro | Altre statistiche | Altre statistiche | Altre statistiche | Altre statistiche | Altre statistiche |
| Stagione        | Squadra                    | Competizione  | Pres.   | Titol.  | Minuti  | Tiri da 2        | Tiri da 3        | Liberi           | Rimb.             | Assist            | Rubate            | Stopp.            | Punti             |
| --------------- | -------------------------- | ------------- | ------- | ------- | ------- | ---------------- | ---------------- | ---------------- | ----------------- | ----------------- | ----------------- | ----------------- | ----------------- |
| 1994-1995       | Sicilgesso Alcamo          | Serie A1      | 26      |         | 363     | 17/41            | 7/20             | 1/2              | 23                | 1                 | 19                |                   | 56                |
| 1995-1996       | Don Rizzo Alcamo           | Serie A1      | 28      |         | 494     | 9/22             | 21/60            | 8/10             | 26                | 1                 | 20                |                   | 89                |
| 1996-1997       | Vini Corvo Termini Imerese | Serie A2 Ecc. |         |         |         |                  |                  |                  |                   |                   |                   |                   |                   |
| 1997-1998       | Sacmaplast Reggio Emilia   | Serie A1      | 14      |         | 103     | 1/6              | 5/15             | 4/4              | 15                | 1                 | 5                 |                   | 21                |
| 1998-1999       | Juvenilia Reggio Emilia    | Serie A1      | 26      |         | 737     | 31/66            | 24/82            | 52/58            | 64                | 2                 | 41                |                   | 186               |
| 1999-2000       | Cerve Parma                | Serie A1      | 23      |         | 246     | 10/24            | 11/34            | 11/14            | 22                | 1                 | 14                |                   | 64                |
| 2000-2001       | Cerve Parma                | Serie A1      | 30      |         | 465     | 35/58            | 35/98            | 31/36            | 39                | 13                | 43                |                   | 206               |
| Totale carriera |                            |               |         |         |         |                  |                  |                  |                   |                   |                   |                   |                   |

## Palmarès
- Campionato italiano: 1
Basket Parma: 2000-2001

Coppa Ronchetti: 1 (1999/2000)
- Coppa Italia: 2
Basket Parma: 2009